# (9909) Eschenbach
(9909) Eschenbach (4355 T-1) – planetoida z pasa głównego asteroid okrążająca Słońce w ciągu 3,6 lat w średniej odległości 2,35 j.a. Odkryta 26 marca 1971 roku.